# Рахтсоричахл
Рахтсоричахл — самая высшая вершина хребта Хозатумп, расположена в Ивдельском городском округе Свердловской области, высотой в 1007,4 метра.

## Географическое положение
Рахтсоричахл расположена на границе муниципального образования «Ивдельский городской округ» Свердловской области и Красновишерского района Пермского края, в составе центральной части хребта Хозатумп. Гора высотой в 1007,4 метра (самая высшая вершина хребта).

## Описание
Вся гора покрыта пихтово-еловыми лесами с кедром, а вершина — березовым криволесьем и каменными россыпями.